# Plaid
Plaid — английский электронный дуэт Эндрю Тёрнера (англ. Andrew Turner) и Эда Хэндли (англ. Ed Handley). Своё творческое имя музыканты позаимствовали из названия клетчатой ткани, различные нити которой переплетаясь, создают разноцветные рисунки.

## История

### 1990-е годы
Эндрю познакомился с Эдом ещё в школе в 1980-х годах, когда они росли в графстве Саффолк Восточной Англии. Хип-хоп только проник в Великобританию и будущий IDM-дуэт занимался брейк-дансом. Энди в то время слушал ска, был участником школьного духового оркестра, мог читать ноты и играл на флюгельгорне, а Эд делал не очень удачные попытки в рэпе с исполнителем Scratch Daddy Addy, играл на драм-машине и семплере.
В конце 1980-х годов они познакомились с Кеном Дауни (англ. Ken Downie) и образовали группу The Black Dog. Однако в связи с тем, что им не удалось заключить контракт со звукозаписывающей студией, они создали свою — Black Dog Productions. Там они записывали музыку под разными псевдонимами и выпустили 2 альбома: Bytes и Spanners. Однако из-за того, что Кен был о себе высокого мнения, отказывался давать живые выступления, а также по ряду других причин, возникли творческие разногласия, и в 1995 году трио распалось. Как признаётся Энди, с момента распада, контактов они не поддерживают. К распаду The Black Dog имеет отношение название 1-го альбома Plaid — Not For Threes.
В том же 1995 году они совместно с Марком Брумом (англ. Mark Broom) записали пластинку Repeats под псевдонимом Repeat. С этого момента Эд и Эндрю начинают существовать как самостоятельный проект и направляют все усилия на свою первую драм-н-бейс пластинку Android, которую они выпустили на лейбле Clear перед тем, как подписать контракт с Warp Records. Релиз сразу привлёк внимание Бьорк, которая пригласила Plaid присоединиться в качестве сессионных музыкантов к гастролям в поддержку её альбома Post, которые шли 8 месяцев. Плодотворное и дружеское сотрудничество дуэта с Бьорк в дальнейшем продолжилось серией ремиксов на её песни «All is Full of Love», «Big Time Sensuality» и «Cover Me». А Бьорк исполнила вокальную партию в песне «Lilith» в их альбоме Not For Threes. Помимо Бьорк, музыканты совместно работали с Orbital (с которыми также и гастролировали), Coppé, Funki Porcini, Goldfrapp, Portishead и многими другими. После работы с такими заметными именами Plaid вышел из клубов и стал известен за пределами Лондона.

### 2000-е годы
Последовал ряд альбомов, которые принесли известность дуэту. Музыкальные коллективы стали приглашать Plaid для сочинения миксов и ремиксов на свои работы, которых Plaid сделали уже огромное множество. Небольшая их часть была издана на 2-дисковом Parts in the Post.
В период 2001—2006 годов Plaid активно сотрудничал с Бобом Джароком (англ. Bob Jaroc), анимация и видеосъёмки которого сопровождают музыку на совместных концертах.
Последнее из замеченных совместных выступлений состоялось на фестивале Faster than Sound 2007 года. На нём с дуэтом выступила виолончелистка Зои Мартлю (англ. Zoe Martlew).

### 2010-е годы
В 2011 году группа выступила в Москве в клубе 16 тонн.
В 2017 году группа дважды выступила в России, в Москве, клуб «Brooklyn» и в Санкт-Петербурге, клуб «Гештальт».

## Дискография

### Альбомы
- Mbuki Mvuki (1991, Black Dog Productions)
- Not For Threes (1997, Warp Records)
- Rest Proof Clockwork (1999, Warp Records)
- Double Figure (2001, Warp Records)
- Spokes (2003, Warp Records)
- Greedy Baby (2006, Warp Records)
- Tekkon Kinkreet (2006, Aniplex Inc., саундтрек)
- Heaven’s Door (2008, Beat Records, саундтрек)
- Scintilli (2011, Warp Records)
- Reachy Prints (2014, Warp Records)
- The Digging Remedy (2016, Warp Records)
- Polymer (2019, Warp Records)
- Feorm Falorx (2022, Warp Records)

### Синглы и EP
- Scoobs in Columbia (1992, General Production Recordings (GPR))
- Android (1995, Clear)
- Mind over Rhythm Meets the Men from Plaid on the Planet Luv (1995, Rumble Records)
- Undoneson (1997, Warp Records)
- Peel Session (1999, Warp Records)
- Booc (2000, Warp Records)
- P-Brane (2002, Warp Records)
- Dial P (2003, Warp Records)

### Сборники
- Trainer (2000, Warp Records)
- Parts in the Post (2003, Peacefrog Records)

## Звучание
Plaid можно однозначно отнести к первой волне IDM-направления в музыке, они начинали наравне с такими пионерами как Autechre, Aphex Twin, Boards of Canada — в начале 1990-х годов. Они создавали свой стиль одновременно с формированием представления меломанов о том, что такое IDM и насколько разнообразным может быть его звучание.
Корректно было бы сравнивать их не с «последователями» первой волны, но пожалуй наиболее близкими по звучанию (некоторые треки) являются Ochre и Kettel — музыканты второй волны нулевых 21 века направления IDM, умело использующие смесь характерных приемов и элементов стиля исполнителей первой волны. Также можно выделить единственный трек «Autechre — Cfern» (Confield, 2001), который близок по характеру с творчеством Plaid.
Как и у многих музыкантов, звучание Plaid со временем эволюционировало. С тех пор как они покинули The Black Dog тяготение к техно, техно-эмбиенту, сменилось на эксперименты с битом и «ледяным стеклянным» звуком, в треках стали появляться меланхоличные мотивы с плавающим темпом, добавляться струнные, сформировалось своё фирменное звучание мелодичных многослойных треков со сложным рисунком и переменным темпом. На этом эксперименты не закончились, музыка взрослела и менялась вместе с группой, и на вышедших последних саундтреках появилось иное новое звучание. Таким образом, группа уже покинула рамки стилевой ниши.
В своём интервью в 2006 году Эд упоминал, что в тот момент активно слушал исполнителей в стиле дабстеп и драм-н-бейс, что, возможно, повлияло на нетипичные для Plaid композиции «Caretstik», «Chasend» и микс на трек Yimino «Doe».

## Видео-работы
Альбом Greedy Baby стал 1-м полноценным видео-релизом Plaid. Анимация и видеоряд для альбома были выполнены Бобом Джароком. Кроме того, он сочинил трек «War Dialer».
Дуэт познакомился с Бобом в 2001 году через музыканта Leila, которая записывала свою музыку на лейбле Rephlex. В то время Боб занимался клипом для фестиваля Sonar, чем и привлёк внимание дуэта. Джарок, в свою очередь, не просто так присоединился к дуэту — он был поклонником The Black Dog.
Greedy Baby (с англ. — «прожорливый ребёнок») получил такое название потому что на него было потрачено много времени и средств, учитывая объёмы съёмок и анимации. Эд объясняет, что Greedy Baby изначально задумывался как видео-музыкальный альбом с объёмным звуком. Поэтому видео делалось не на основе уже написанной музыки, а напротив, перед тем как начать сочинять очередной трек, они втроём с Бобом обсуждали, как он им представляется. Затем Энди с Эдом создавали композицию с 6-канальным звуком, а Боб тем временем работал над видеорядом, после чего результаты сводились воедино.
За год до своего официального выпуска Greedy Baby был продемонстрирован в различных странах. Первый его показ состоялся в лондонском Концертном зале королевы Елизаветы (англ. Queen Elizabeth Hall). Релиз Warp Records содержит DVD и CD диски, а при заказе альбома с лейбла в него дополнительно включалась плёнка в формате Super 8, снятая Бобом на японском турне группы. На DVD помимо прочего находится несколько клипов на композиции из ранних альбомов.
Кроме того, дуэтом была написана композиция «Chasend» к мультфильму в стиле киберпанк режиссёра Кристиана Волькмана Возрождение, выпущенному в 2006 году. Она впервые была проиграна на фестивале Optronica в 2005 году. В качестве видео-сопровождения к «Chasend» демонстрировался телевизионный шум. Сама композиция не попала в фильм, но присутствует на диске с саундтреком.
В 2006 году по приглашению Майкла Ариаса, который несколькими годами ранее видел выступление Plaid в Токио, Энди с Эдом «вышли на большой экран», написав музыкальное сопровождение к аниме Железобетон (яп. 鉄コン筋クリート Tekkon Kinkuri:to). В аниме и в его рекламном ролике можно услышать короткие музыкальные отрывки, не вошедшие в альбом.
Plaid продолжают активно участвовать в сочинении музыкальных сопровождений к фильмам. В феврале 2009 года заявлен выход нового фильма Майкла Ариаса Heaven's Door (яп. ヘブンズ・ドア Hebunzu Doa) — ремейка фильма Достучаться до небес — музыка к которому издана на японском лейбле Beatink. Также дуэт написал сопровождение для ещё одного короткометражного аниме Оккакекко (яп. おっかけっこ Okkakekko) того же режиссёра для проекта канала NHK Ани-кури 15 (яп. アニ・クリ15 Ani-kuri 15).

## Интересные факты
- Дуэт считает платформу Macintosh наиболее удобной для сочинения музыки, поэтому использует музыкальное оборудование и ПО, совместимое с ней[10].
- Название альбома Rest Proof Clockwork (в пер с англ. — «неугомонный механизм») дуэт позаимствовал из опечатки на игрушке. Её создатели ошиблись в первом слове Rust Proof Clockwork (в пер с англ. — «антикоррозийный механизм»).
- Главный герой композиции «The Return of Super Barrio» из альбома Greedy Baby имеет существующий прототип — активиста, борющегося за улучшение условий труда рабочих и, кроме того, клип ясно показывает отношение США к отдельно взятой стране, являясь своего рода критикой внешней политики штатов. Таким же образом высказывается отношение к США в довеске к альбому — клипе на композицию «Crumax Rins». Отснятый материал о вторжении в Ирак был куплен у CNN и применён в нём[4].
- Эд занимается кунфу[2].